# Szyb Bolko
Szyb Bolko (niem. Fiedlersglück , Drieschel) – ostatni wciąż istniejący szyb rudny (tzn. służący wydobyciu rud metali) na terenie obejmującej miasta Bytom i Piekary Śląskie tzw. Niecki Bytomskiej. Szyb znajduje się w wykazie przemysłowych obiektów zabytkowych miasta Bytomia.

## Historia

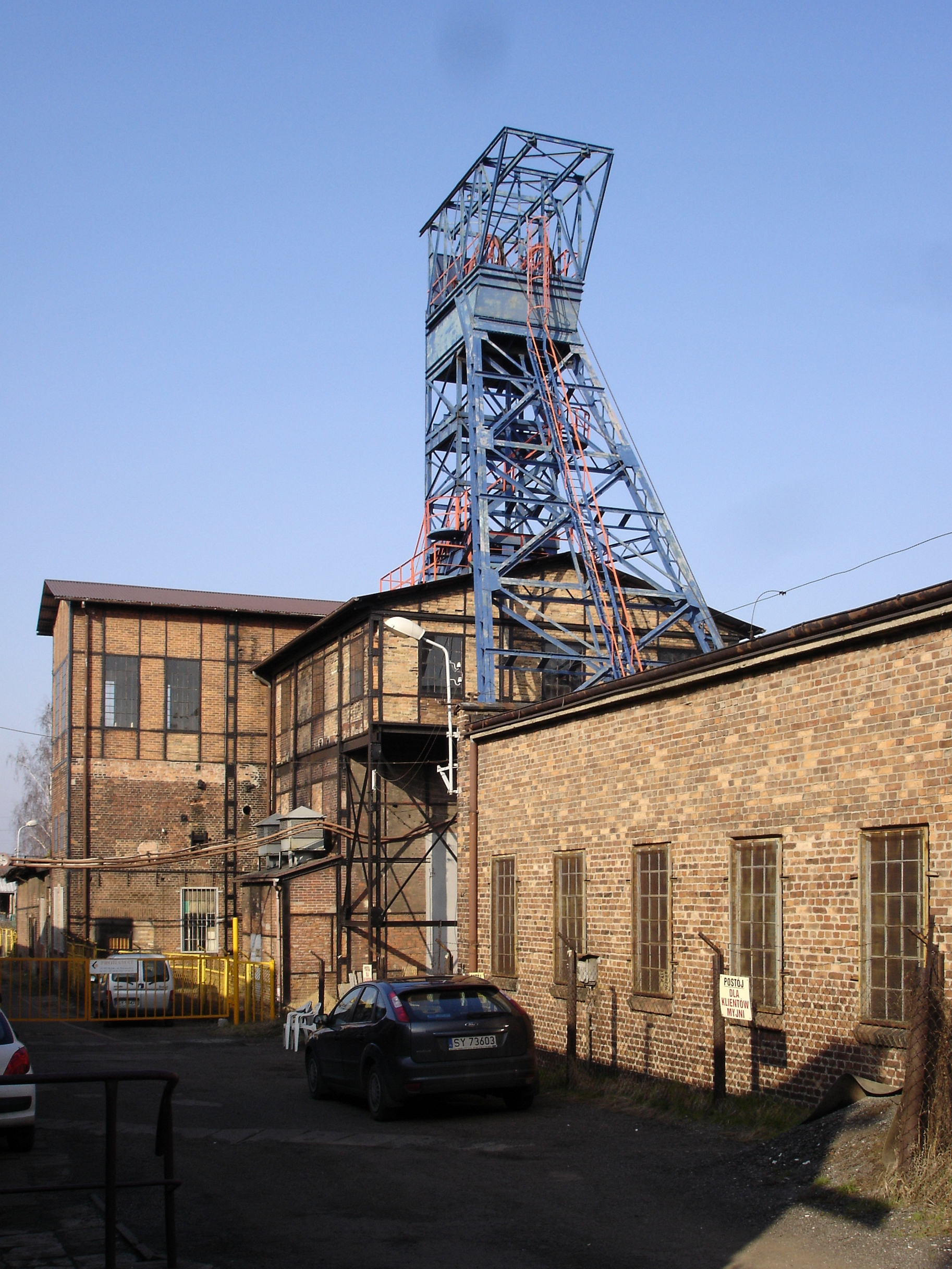
Wieża wyciągowa szybu Bolko (2017)

Szyb został zgłębiony  w 1904 roku (według innego źródła w roku 1906) i należał do kopalni rud cynku i ołowiu Fiedlersglück, która powstała w 1859 roku i była własnością Donnersmarcków. W 1908 roku została ukończona wieża wyciągowa. Urobek był transportowany kolejką napowietrzną do płuczki w Szarleju; po podziale Górnego Śląska kolejka prowadziła do kopalni Neue Victoria (później przejętą przez Zakłady Górnicze Nowy Dwór).
W latach międzywojennych kopalnia Fiedlersglück należała do Schlesische Aktien-Gesellschaft für Bergbau- und Zinkhüttenbetrieb .
Po II wojnie światowej zakład został przejęty przez Zakłady Górnicze im. Ludwika Waryńskiego (później część Zakładów Górniczo-Hutniczych Orzeł Biały) na podstawie orzeczenia Ministra Przemysłu i Handlu z dnia 16 czerwca 1947 . Obecnie jest użytkowany przez Centralną Pompownię „Bolko”. Głębokość szybu od zrębu do rząpia wynosiła pierwotnie 100 m, a obecnie wynosi 129,3 m. W szybie zainstalowane jest urządzenie wyciągowe wyposażone w dwie klatki. Na zrębie znajduje się bębnowa maszyna wyciągowa, wyprodukowana w roku 1906 przez firmę AEG i Hutę Donnersmarck w Zabrzu.

## Centralna Pompownia Bolko
W związku z zakończeniem wydobycia rud cynkowo-ołowiowych w tzw. Niecce Bytomskiej obejmującej m.in. obszar miast Bytom i Piekary Śląskie i zakończeniu likwidacji kopalń w roku 1991, konieczne stało się zabezpieczenie przed zatopieniem znajdujących się poniżej czynnych wyrobisk kopalń węgla kamiennego oraz niżej położonych obszarów na terenie Bytomia i Piekar Śląskich. Ze względu na to w okresie od maja 1985 do października 1991 przy szybie „Bolko” zbudowano centralną pompownię odprowadzającą wody dołowe ze zrobów (zlikwidowanych wyrobisk) kopalń rudnych. W tym celu pogłębiono szyb „Bolko” z pierwotnej głębokości 100 do 129,3 m, wykonano dwa chodniki wodne o łącznej długości 2325 m oraz zainstalowano w wyrobiskach rudnych przy tym szybie 13 pomp odwadniających. Jednocześnie pracuje 6 pomp, drugi zestaw 6 pomp pozostaje w rezerwie, a jedna pompa może w tym czasie być remontowana. W latach późniejszych, z powodu eksploatacji węgla prowadzonej przez Kopalnię Węgla Kamiennego Julian, doszło do odkształcenia przekopu wschodniego, co spowodowało problemy z jego prawidłową wentylacją. W związku z powyższym liczący około 600 m fragment wyrobiska został otamowany i o tyleż zmniejszyła się długość wyrobisk CP Bolko. Pompownia rozpoczęła pracę w czerwcu roku 1988, a 30 kwietnia 1990, po wyłączeniu ostatniej pompowni lokalnej, przejęła pompowanie wszystkich wód ze zrobów kopalń rud. Średnio pompy usuwają z dawnych wyrobisk ZGH Orzeł Biały około 22 m³ wody na minutę, natomiast zaprojektowane są tak, aby móc usuwać 36 m³ wody na minutę. Wody te są odprowadzane rurociągiem do pobliskiej Brynicy. Wstrzymanie pompowania na czas powyżej 12 godzin spowodowałoby zatopienie najpierw dawnych wyrobisk rudnych, a następnie niżej położonych kopalń węgla kamiennego (przede wszystkim KWK „Bobrek-Centrum”). Skutki tego byłyby katastrofalne.
Wody dołowe w 1990 roku z pompowni Bolko były skażone wysokimi stężeniami cynku, ołowiu oraz jonów siarczanowych, stężenia te jednak bardzo powoli zmniejszały się.
Operatorem pompowni jest przedsiębiorstwo Centralna Pompownia „Bolko” sp. z o.o., które do końca roku 2020 należało do grupy kapitałowej „Orzeł Biały S.A.” powstałej w wyniku komercjalizacji, a następnie prywatyzacji Zakładów Górniczo-Hutniczych „Orzeł Biały”. 31 grudnia 2020 Centralna Pompownia „Bolko” sp. z o.o. została zakupiona przez Spółkę Restrukturyzacji Kopalń i weszła w skład Centralnego Zakładu Odwadniania Kopalń. Pompownia utrzymywana jest z dotacji podmiotowej z budżetu państwa udzielanej przez Ministra Gospodarki na podstawie specjalnej ustawy.

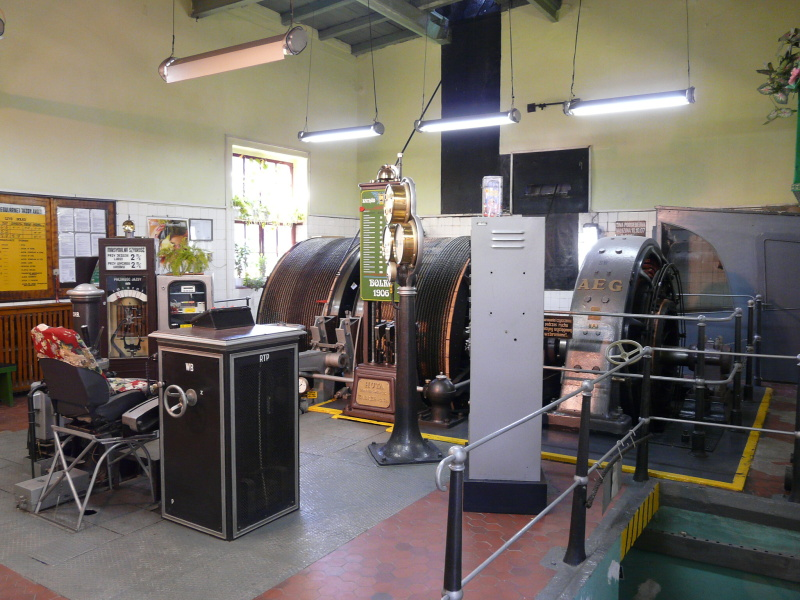
Maszynownia szybu „Bolko”
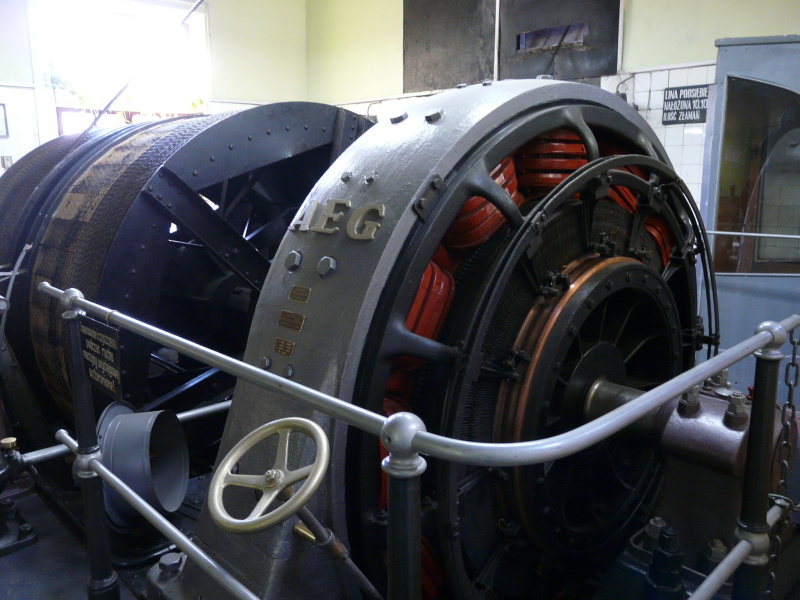
Silnik maszyny wyciągowej
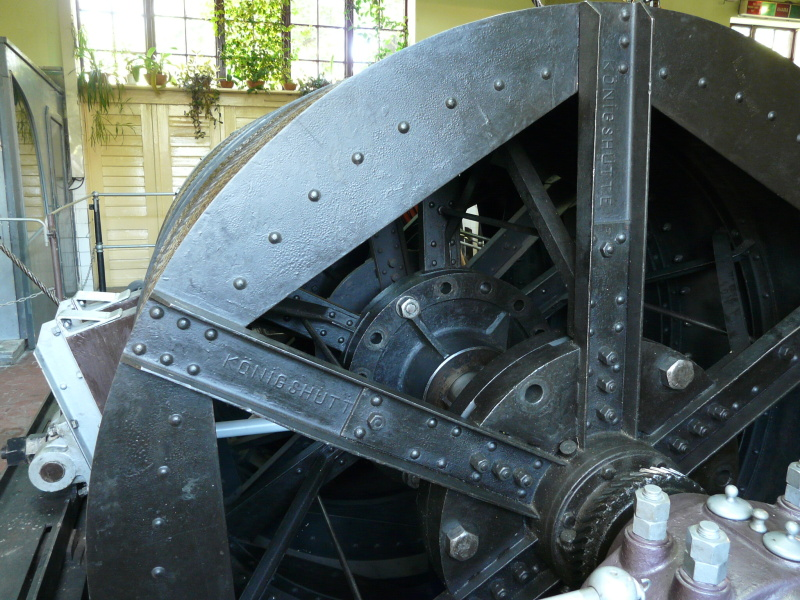
Bęben maszyny wyciągowej